# Craniella neocaledoniae
Craniella neocaledoniae är en svampdjursart som beskrevs av Claude Lévi 1983. Craniella neocaledoniae ingår i släktet Craniella och familjen Tetillidae.
Artens utbredningsområde är havet kring Nya Kaledonien. Inga underarter finns listade i Catalogue of Life.